# Maple Park (Illinois)
Maple Park – wieś w Stanach Zjednoczonych, w stanie Illinois, w hrabstwie DeKalb.